# アリソン T56
アリソン T56 は単軸式のモジュラー設計の14段の軸流式圧縮機を4段のタービンで駆動する軍用ターボプロップエンジンである。
原型はアリソン・エンジン社によってC-130輸送機用に開発され1954年から量産された。現在は1995年にアリソン社を傘下に収めたロールス・ロイス・ホールディングスで生産される。民間機用は501-Dとして識別される。1954年以来、改良されながら他に類を見ない生産数と生産期間でこれまで18,000基以上が生産され続けていて累計200万飛行時間以上に達する。

## 設計と開発
T56ターボシャフトはアリソン社の以前のT38シリーズから発した。最初の飛行時には1954年にB-17飛行試験機の先端に設置された状態で飛行した。 当初C-130ハーキュリーズに搭載され、P-3とE-2/C-2にも採用された。また、民間機のロッキードエレクトラ やコンベア580にも民間機用の501-Dが搭載された。
T56 の開発作業は1953年5月にアリソン社がロッキード社にT56-A-1を出荷する直前に終了したが、C-130で必要とされていた3,750 shpではなく、たった3,000 hpしか出せなかった。
1953年8月にわずか6.5時間の地上試験で破損した。再設計したエンジンは同年9月に同様の運命を辿った。2度目の再設計後、アリソン社のチームによって成功が実現した。T56は圧縮比の向上と運転温度の上昇を含む改良が加えられた。P-3オライオンに搭載されたT56-A-14は出力4,591 shp、圧縮比は9.25:1であったが、E-2ホークアイに搭載された T56-A-427 では出力5,250 shp、圧縮比は12:1に向上している。また、T56は排気により約750 lbs の推力を発生する。
船舶用の501Kエンジンはアメリカ海軍の現用の巡洋艦や駆逐艦の発電用、そしてジェットフォイルの主機として使用されている。
2013年に提案されたエンジン改良計画では、T56エンジンの燃料消費と運転温度を抑える事により空軍は20億ドルの費用削減とC-130の飛行隊の行動時間延長が期待された。
1996年に初飛行したC-130JスーパーハーキュリーズではT56はエンジンとプロペラの制御にFADEC（全デジタルエンジン制御）を用いるロールス・ロイス AE 2100に置き換えられた。これは6葉のダウティ・ロートル製のシャムシール プロペラを備える。

## 派生型

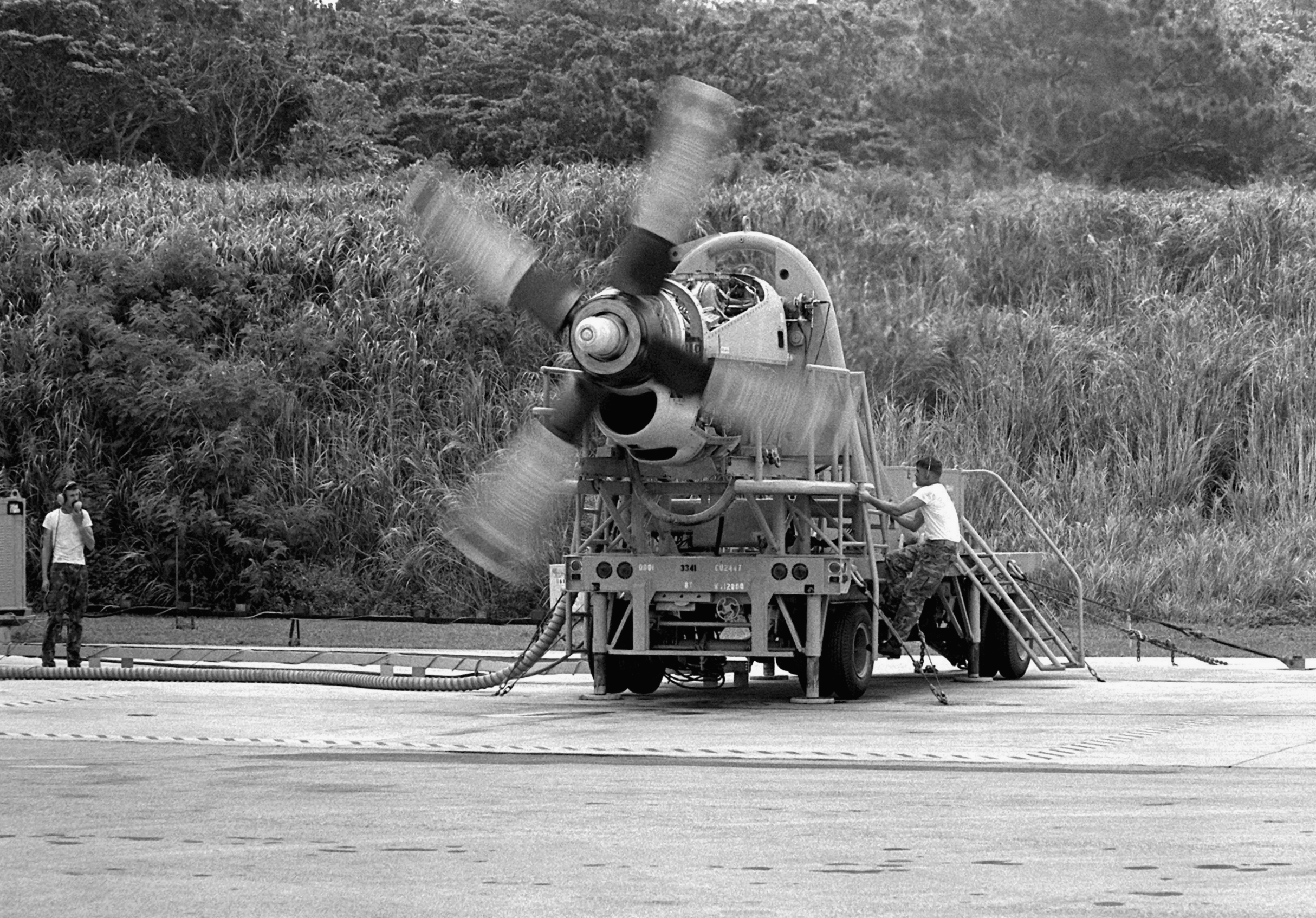
1982年に普天間飛行場で移動式試験装置で試験中のT56

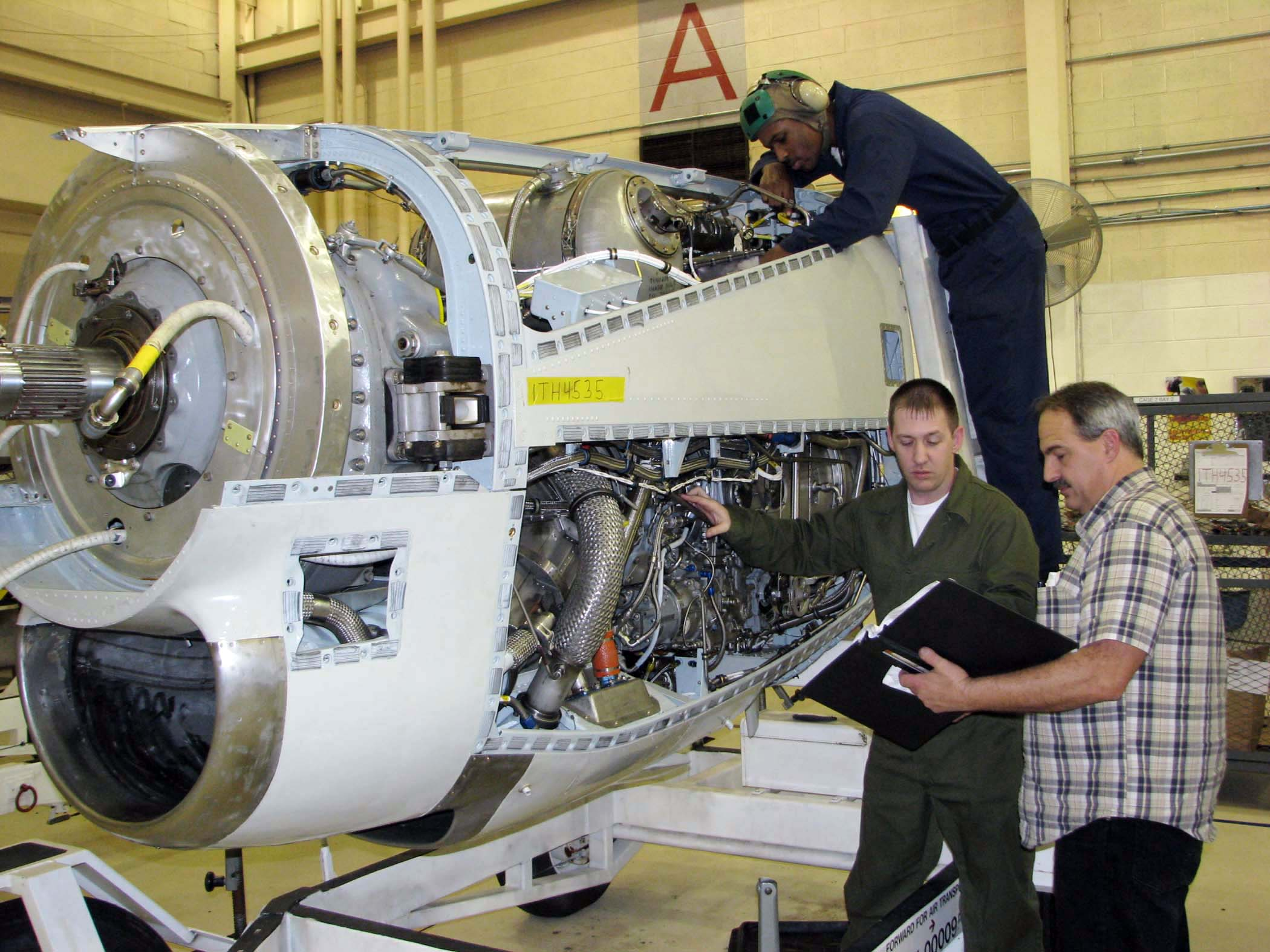
2009年に整備中のT56-A-16

501-D13
(シリーズ I) ロッキード L-188とコンベア CV-580 (P&W R-2800を換装)1957年12月に開始
501-D13A
(シリーズ I) -D13と類似
501-D13D
(シリーズ I) -D13と類似
501-D13H
(シリーズ I) -D13と類似
501-D22
(シリーズ II) ロッキード L-100 ハーキュリーズ
501-D36A
(シリーズ II) (型式認証されず)
501-D22A
(シリーズ III)
501-D22C
(シリーズ III) -D22Aと類似
501-D22G
(シリーズ III) -D22Aと類似
501-M62
ボーイング-バートル XCH-62 重量物運搬ヘリコプター用のT701-AD-700 ターボシャフトエンジンの社内分類
T56-A-7(シリーズ I)
T56-A-8(シリーズ I)
T56-A-9(シリーズ I)
T56-A-9D(シリーズ I) ロッキード C-130A ハーキュリーズに1956年12月から搭載され、全てのグラマン E-2Aに1960年から搭載
T56-A-9E
(シリーズ I)  -A-9Dと類似
T56-A-10W
(シリーズ I) 水噴射を備える
T56-A-7A
(シリーズ II) ロッキード C-130B ハーキュリーズ1959年5月から搭載
T56-A-7B
(シリーズ II) -A-7Aと類似
T56-A-10WA
(シリーズ II)
T56-A-14
(シリーズ III) ロッキード/川崎 P-3/EP-3/WP-3/AP-3/CP-140 オーロラに1962年8月から搭載
T56-A-15
(シリーズ III) ロッキード C-130H ハーキュリーズ に1974年6月から搭載
T56-A-16
(シリーズ III)
T56-A-425
(シリーズ III) グラマン C-2A グレイハウンド 1974年6月から搭載
T56-A-14+
(シリーズ III.V) 燃料効率と信頼性を向上
T56-A-15+
(シリーズ III.V)
T56-A-16+
(シリーズ III.V)
T56-A-425+
(シリーズ III.V) グラマン E-2に2011年8月から搭載
T56-A-427
(シリーズ IV) 1972年からグラマン E-2の更新
T56-A-427A
(シリーズ IV) -A-427と類似、グラマン E-2Dに搭載
T701-AD-700
(501-M62) ボーイング-バートル XCH-62 重量物運搬ヘリコプター用のターボシャフトエンジン

## 搭載機

### 軍用機
- グラマン C-2A グレイハウンド
- ロッキード C-130 ハーキュリーズ
- ロッキード P-3 オライオン
- グラマン E-2 ホークアイ
- パイアセッキ YH-16B

### 民間機
- スーパーグッピー
- コンベア 580とコンベア 5800
- ロッキード L-100 ハーキュリーズ
- ロッキードエレクトラ
- ロッキードR7V-2 コンステレーション

## 仕様諸元  (T56 シリーズ IV)
一般的特性
- 形式: ターボプロップ
- 全長: 146.1 in (3,711 mm)
- 直径: 27 in (690 mm)
- 乾燥重量: 1,940 lb (880 kg)

構成要素
- 圧縮機: 14段軸流
- 燃焼器: 6器円筒直流
- タービン: 4段
- 使用燃料: JP8

性能
- 出力: 4,350 shp (3,915 kW)4,100で制限
- タービン入口温度: 860°C
- 燃料流量: 2,412ポンド/時
- 出力重量比: 2.75:1 (shp/lb)

出典: Rolls-Royce.